# 1999 a vasúti közlekedésben
Ez a szócikk a 1999-ben történt vasúti eseményeket mutatja be.

## Események a világban
- május 14. - Megnyílt a London Underground Jubilee line első szakasza Stratford és Kelet-Greenwich között, Kelet-Londonban
- október 5. - A Paddington pályaudvarnál két vonat egymásba ütközött. A katasztrófában 31-en vesztették az életüket, és több 400-an sérültek meg.[1][2]

## Események Magyarországon
- Június 4-én Badacsonylábdihegynél a MÁV M61-004-es számú dízelmozdony szerelvényével balesetet szenvedett és az oldalára dőlt. Később főkerettörés miatt selejtezték.